# Philipp Reis

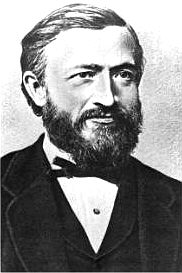
Philipp Reis

Johann Philipp Reis (* 7. Januar 1834 in Gelnhausen, Kurfürstentum Hessen; † 14. Januar 1874 in Friedrichsdorf) war ein deutscher Physiker und Erfinder. Durch die Entwicklung des ersten funktionierenden Gerätes zur Übertragung von Tönen über elektrische Leitungen gilt er als zentraler Wegbereiter des Telefons. Im Zuge dieser Entwicklung erfand Reis auch das Kontaktmikrophon und gab seinem Apparat 1861 den Namen Telephon, der sich später international durchsetzen konnte. Eine weitere Erfindung von Reis waren die Rollschlittschuhe, eine frühe Art der Inlineskates, die jedoch schon zuvor bekannt waren.

## Leben
Philipp Reis kam als Sohn des Gelnhausener Bürgers und Bäckermeisters Karl Sigismund Reis (1807–1843) und der Marie Katharine geb. Glöckner (1813–1835) zur Welt und wurde evangelisch-lutherisch getauft. Ein Jahr nach seiner Geburt starb die Mutter, 1843 verlor er seinen Vater. Durch den frühen Tod der Eltern wurde für die Waise der Patenonkel und Namensgeber Philipp Bremer (1808–1863) zum Vormund bestellt. Reis kam zu seiner Großmutter Susanne Maria Fischer (1769–1847) und besuchte die Gelnhäuser Bürgerschule. 1845 verließ er seine Geburtsstadt und ging ins hessische Friedrichsdorf. Dort war er bis zu seinem 14. Lebensjahr Schüler am Institut Louis Frédéric Garnier, dem Vorgänger der heutigen Philipp-Reis-Schule. Danach besuchte er das Hasselsche Institut in Frankfurt am Main.

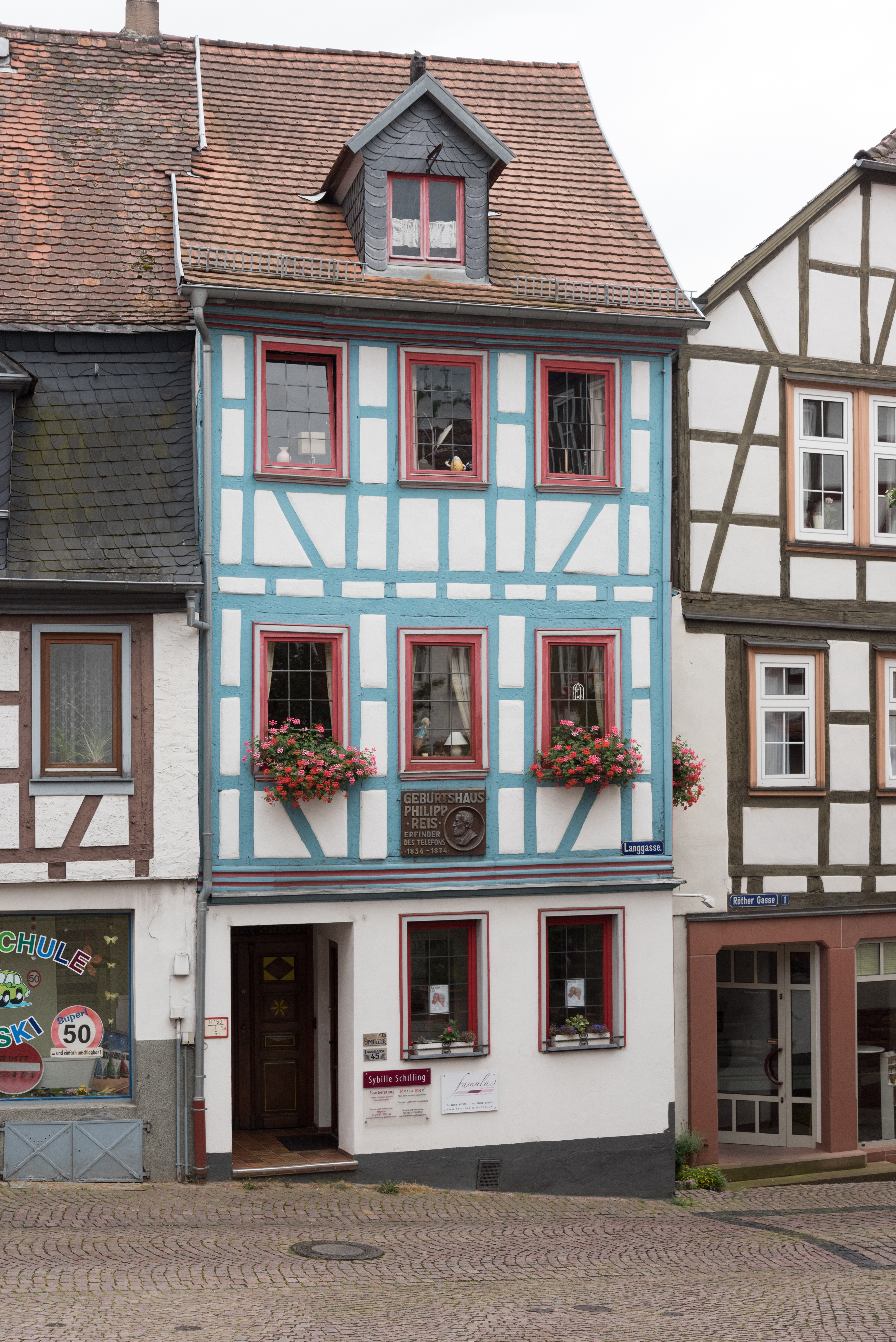
Geburtshaus in Gelnhausen

Am 1. März 1850 begann Reis eine kaufmännische Lehre bei dem Frankfurter Farbwarenhandel Johann Friedrich Beyerbach und besuchte eine Handelsschule. Neben seiner beruflichen Ausbildung betrieb er naturwissenschaftliche Studien an einer polytechnischen Vorschule und beim Physikalischen Verein in Frankfurt am Main, dessen Mitglied er 1851 wurde. Bereits 1852 fasste Reis den Gedanken, an der Sprachübermittlung durch elektrischen Strom zu forschen.
Nach seiner Militärdienstzeit 1855 bei den hessischen Jägern in Kassel unternahm Reis verschiedene Studienreisen. Danach betrieb er in Frankfurt erneut naturwissenschaftliche Studien und wollte in Heidelberg eine Lehrerausbildung beginnen.

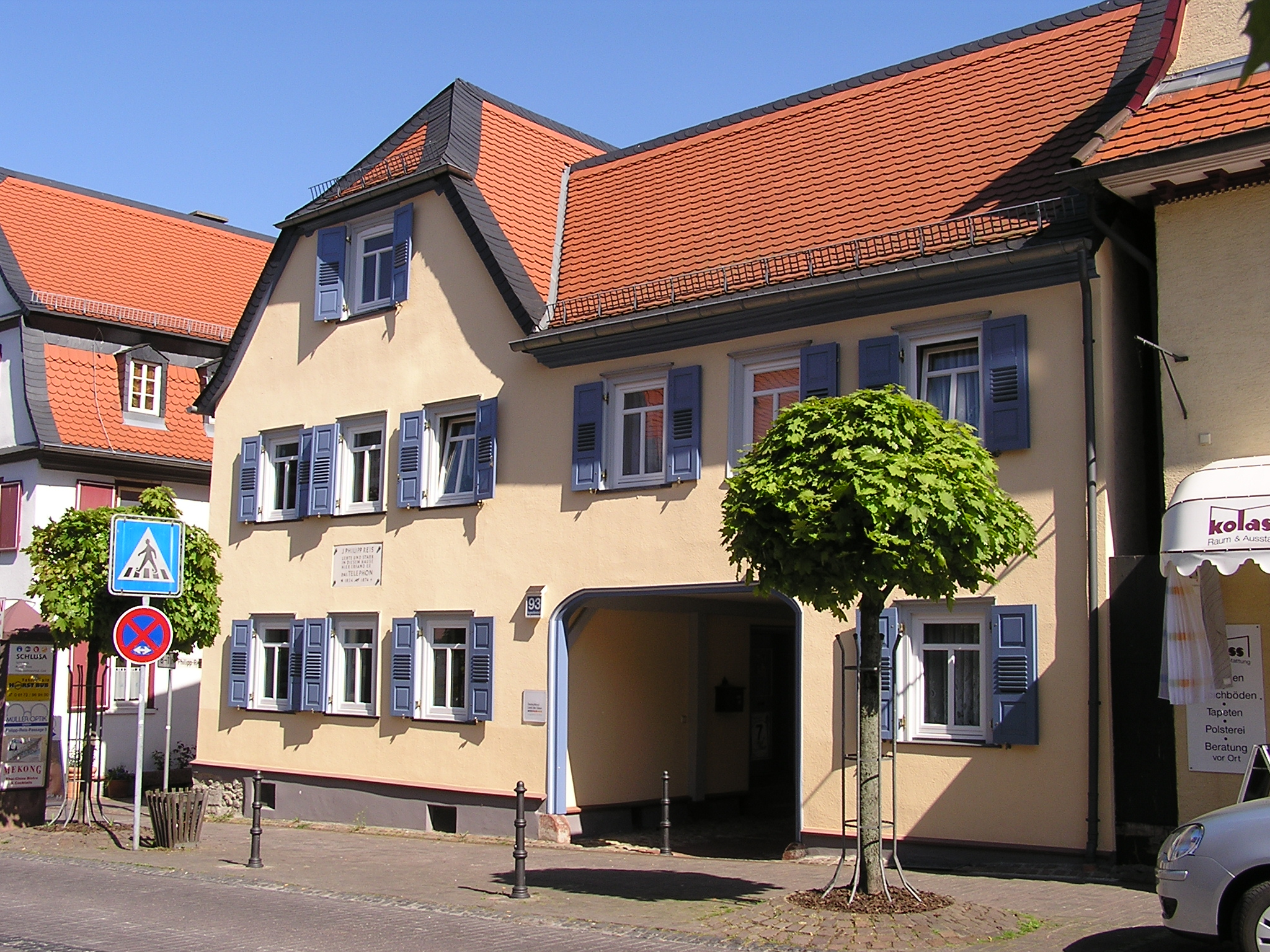
Wohnhaus in Friedrichsdorf. Es beherbergt heute ein Museum, das Philipp-Reis-Haus.

1858 erhielt Reis bei einem Aufenthalt in Friedrichsdorf von Direktor Garnier eine Anstellung als Lehrer für Französisch, Physik, Mathematik und Chemie an dessen Knabeninstitut. In Gelnhausen heiratete er 1858 Margaretha Schmidt (1836–1895), die Tochter des Schneidermeisters Christian Schmidt und der Susanne Bell, erwarb ein Haus in Friedrichsdorf und beschäftigte sich in der Freizeit weiter mit Mechanik und Elektrotechnik. Dabei entwickelte er nicht nur Rollschlittschuhe, sondern auch ein Veloziped, eine frühe Form des Fahrrads, das mit Hilfe von handgesteuerten Hebeln in Bewegung gesetzt werden konnte. In weiteren Experimenten forschte er an der Solarkraft. Am 14. Februar 1861 wurde seine Tochter Elise († 1920) geboren und zwei Jahre später sein Sohn Karl (1863–1917).
Um seinen Schülern einen anspruchsvollen Unterricht zu ermöglichen, baute er aus einfachen Mitteln anschauliche Modelle. Eines war der Nachbau einer Ohrmuschel, die Reis zu seiner bedeutenden Erfindung anregte. Die Überwindung der Schwierigkeiten bei der elektrischen Sprachübertragung wurden für ihn zur Lebensaufgabe.
Von 1858 bis 1863 arbeitete er in Friedrichsdorf an den ersten Prototypen seiner Installationen und erfand dabei auch das Kontaktmikrophon. Nach anfänglichem Scheitern gelang ihm 1860 mit dem Studium verschiedener physiologischer und physikalischer Schriften, darunter solcher von Hermann von Helmholtz (1821–1894), der Durchbruch. Reis nannte seine Erfindung Telephon – in Anlehnung an den Telegraphen. Insgesamt entstanden in der Zeit drei verbesserte Weiterentwicklungen seines Apparates. Am 26. Oktober 1861 führte er einen Prototyp seines Fernsprechers erstmals öffentlich zahlreichen Mitgliedern des Physikalischen Vereins in Frankfurt vor. Sein Vortragstitel lautete: Über die Fortpflanzung von Tönen auf beliebige Entfernungen durch Vermittlung des galvanischen Stroms. Daraufhin erschien im Jahresbericht 1860/61 des Vereins auf Seite 57 ein wissenschaftlicher Fachbericht von Reis zum Telefon: Ueber Telephonie durch den galvanischen Strom.

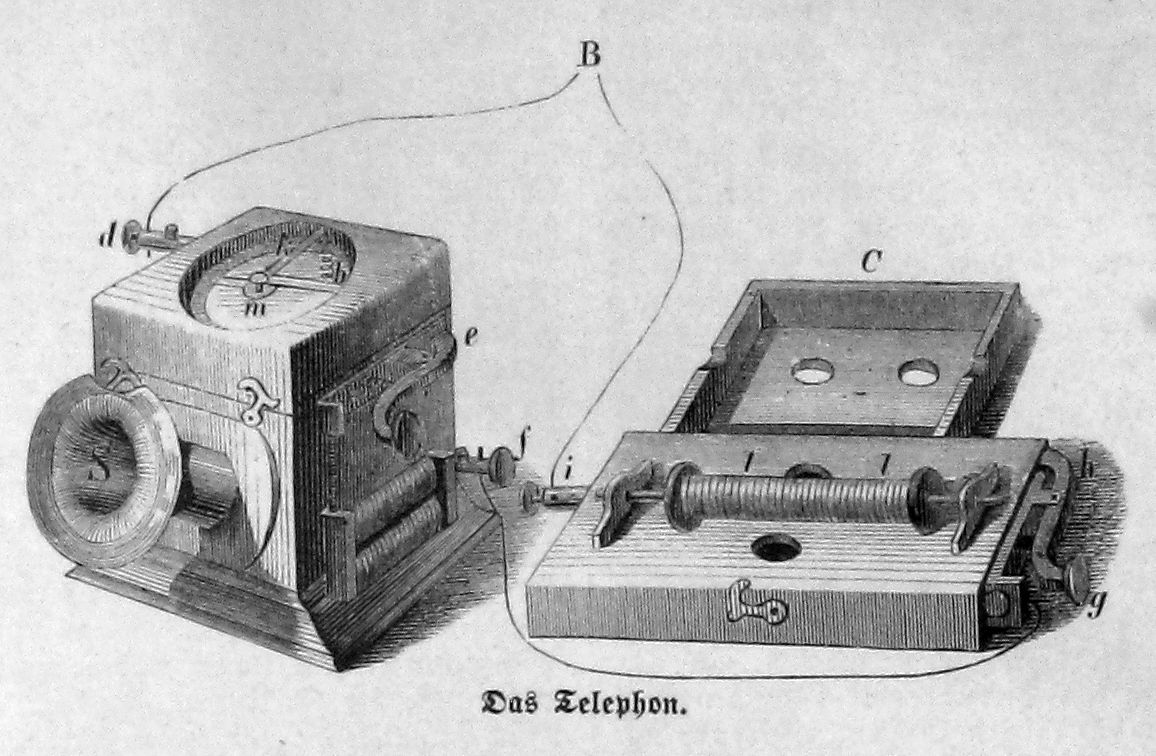
Zeichnung des Reis’schen Musiktelegraphen aus der Zeitschrift Die Gartenlaube, 1863

Von diesen ersten Erfolgen ermuntert, verbesserte Reis seinen Apparat bis 1863 wesentlich und ließ seine Modelle in größeren Mengen von Johann Valentin Albert, einem Frankfurter Kaufmann und Mechaniker, herstellen, um sie international als wissenschaftliches Demonstrationsobjekt für 8 bis 12 Taler zu verkaufen. So wurde der deutsche Erfinder in der Fachwelt weltweit bekannt. Ein weitreichender wirtschaftlicher Nutzen blieb Reis jedoch versagt.
Der Grund lag hauptsächlich in der öffentlichen Haltung zum Telefon in Deutschland, besonders beeinflusst durch die allgemein ablehnende wissenschaftliche Meinung. Eine große Ausnahme war ein Kommunikationspraktiker, der einflussreiche Wilhelm von Legat, Vorsteher der preußischen Telegraphen-Inspektion VIII in Frankfurt am Main. Er erkannte das Potential der Erfindung und platzierte einen Artikel zur Reis’schen Erfindung in einer renommierten Fachzeitschrift. Doch ohne wissenschaftliche Reputation fand auch diese Veröffentlichung keine Resonanz. So sperrte sich auch Johann Christian Poggendorff gegen die Bekanntmachung der Erfindung in seinen Annalen der Physik und Chemie und nahm den Aufsatz trotz von Legats Fürsprache auch nicht in sein Biographisch-Literarisches Handwörterbuch der exakten Naturwissenschaften auf.
Am 6. September 1863 führte Reis sein Telefon im Goethe-Haus Kaiser Franz Josef von Österreich vor. Bei dieser Demonstration übermittelte er musikalische Töne. Auch vor der hochrangig besetzten Naturforscherversammlung in Gießen am 21. September 1864 konnte er erneut großes Interesse wecken und erreichte, dass ihn die Schriftleitung der Annalen der Physik und Chemie, die 1860 noch einen Abdruck seiner Abhandlung über das Telefon verweigert hatte, nun beachten musste. Reis lehnte jedoch diesmal einen Artikel ab – in der Gewissheit, seine Erfindung werde auch ohne Unterstützung durch Johann Christian Poggendorff bekannt werden. Das zuletzt entwickelte Telefon besaß bereits eine elektromagnetische Anrufeinrichtung.
Weitere Verbesserungen blieben Reis jedoch versagt. Schon früh an Tuberkulose erkrankt, war er immer wieder ans Bett gefesselt und konnte so seine Erfindung nicht weiterentwickeln. Der Erfinder des ersten funktionsfähigen Telefons starb am Nachmittag des 14. Januar 1874 im Alter von 40 Jahren an den Folgen seiner Krankheit. Er wurde auf dem Friedrichsdorfer Friedhof beigesetzt.
Sein Sohn war Buchhalter in der Ferd. Stemler Zwiebackfabrik und Kaufmann in Homburg.

## Erfindung des Telefons

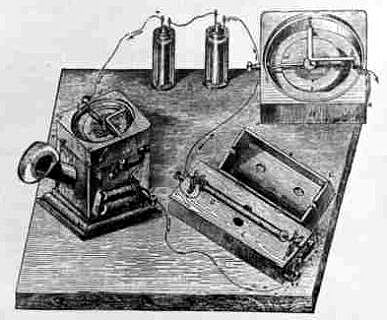
Zeichnung der Versuchsanordnung

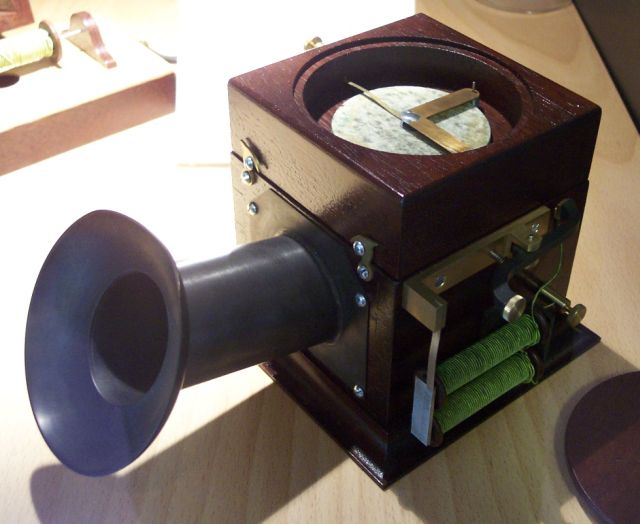
Nachbau des Telefons von Philipp Reis im Heinz Nixdorf MuseumsForum

Während seiner Zeit am Institut Garnier in Friedrichsdorf entwickelte er 1860/61 die elektrische Sprachübermittlung – das Telephon. Grundlage für seine Vorrichtung zur elektrischen Tonübertragung war das Holzmodell einer Ohrmuschel, das er für den Physikunterricht entwickelt hatte. Als nachempfundenes Trommelfell diente ihm bei diesem Schulmodell ein Stück Naturdarm (Wursthaut) mit einem feinen Platinstreifen als Ersatz für die Gehörknöchelchen. Trafen Schallwellen auf dieses Trommelfell, versetzten sie es in Schwingungen, so dass der Stromkreis zwischen dem Metallstreifen und einer Drahtfeder unterbrochen wurde.
Im Laufe seiner Versuche erkannte Reis, dass statt des Ohrmodells auch ein mit einer Membran bespannter Schalltrichter verwendet werden konnte. Dieser Schalltrichter mündete in einem Gehäusekasten. Er versah die Membran nun mit einem Kontakt aus Platin, der im ruhenden Zustand einen anderen Kontakt berührte, der im Gehäuse lose auflag. Über diesen Kontakt und einen äußeren Widerstand wurde Gleichstrom geleitet. Fand nun an der Membran ein Schallwechseldruck statt, kam diese in Schwingung, was dazu führte, dass die Kontakte im Rhythmus der Schallwellen vibrierten und der Stromkreis entsprechend der Frequenz  geschlossen oder wieder geöffnet wurden. Reis hatte mit dieser Versuchsanordnung das Kontaktmikrofon erfunden.
Moderne Untersuchungen zeigen, dass Sprache halbwegs  verständlich übertragen wird, wenn die Unterbrechungen des Stromkreises des Reis’schen Kontaktmikrofons durch einen Kopfhörer oder Lautsprecher wiedergegeben werden. Zu  Reis’ Lebzeiten wurde die Leistungsfähigkeit seiner Versuchsanordnung im Ausland erfolgreich überprüft. Insgesamt gelang die Übertragung von Musik jedoch besser als von Sprache.
Als Empfänger diente Reis eine Kupferdrahtspule, die um eine Stricknadel (sprechende Stricknadel) gewickelt wurde. Die vom Sender ausgesandten Stromimpulse flossen nun über die Spule, wobei die Nadel durch Magnetostriktion die Impulse wieder in Schallwellen umsetzte. Zur Verstärkung des Schalls bediente sich Reis eines Holzkästchens als Resonanzboden.
Einige Exemplare seiner Apparate kamen auch nach Russland, Großbritannien, Irland und in die USA. 1865 konnte der britisch-amerikanische Erfinder David Edward Hughes (1831–1900) gute Resultate mit dem deutschen Telephon erzielen und führte die Erfindung im Sommer 1865 dem russischen Zaren Alexander II. auf dessen Sommersitz Zarskoje Sélo vor. Im Herbst desselben Jahres demonstrierte Stephen M. Yeates (1832–1901), ein technikbegeisterter Instrumentenbauer aus Dublin, die Reis’sche Erfindung mit Erfolg vor einem ausgewählten Kreis, dem auch der irische Physiker William Frazer (1824–1899) beiwohnte, der die Leistungsfähigkeit des Telefons schriftlich bestätigte. Ab 1868 wurde in den USA mit der deutschen Erfindung gearbeitet.
Alexander Graham Bell hatte ein frühes Modell des Reis’schen Telefonapparates bereits 1862 in Edinburgh kennengelernt. Sein Vater versprach ihm und seinen Brüdern einen Preis, wenn sie diese Sprechmaschine weiterentwickeln würden. Im März 1875 experimentierte Bell an der amerikanischen Forschungs- und Bildungseinrichtung Smithsonian Institution in Washington, D.C. mit einem neueren Fernsprechermodell des Deutschen und profitierte von dessen Grundlagenforschung. Neben den Unterlagen des Erfinders Antonio Meucci, die Bell ebenfalls auswertete, gehören die Studien von Philipp Reis damit zu den zentralen Wegbereitern des ersten wirtschaftlich verwertbaren Fernsprechers.

## Rezeption

### Anerkennung des Erfinders im 19. Jahrhundert

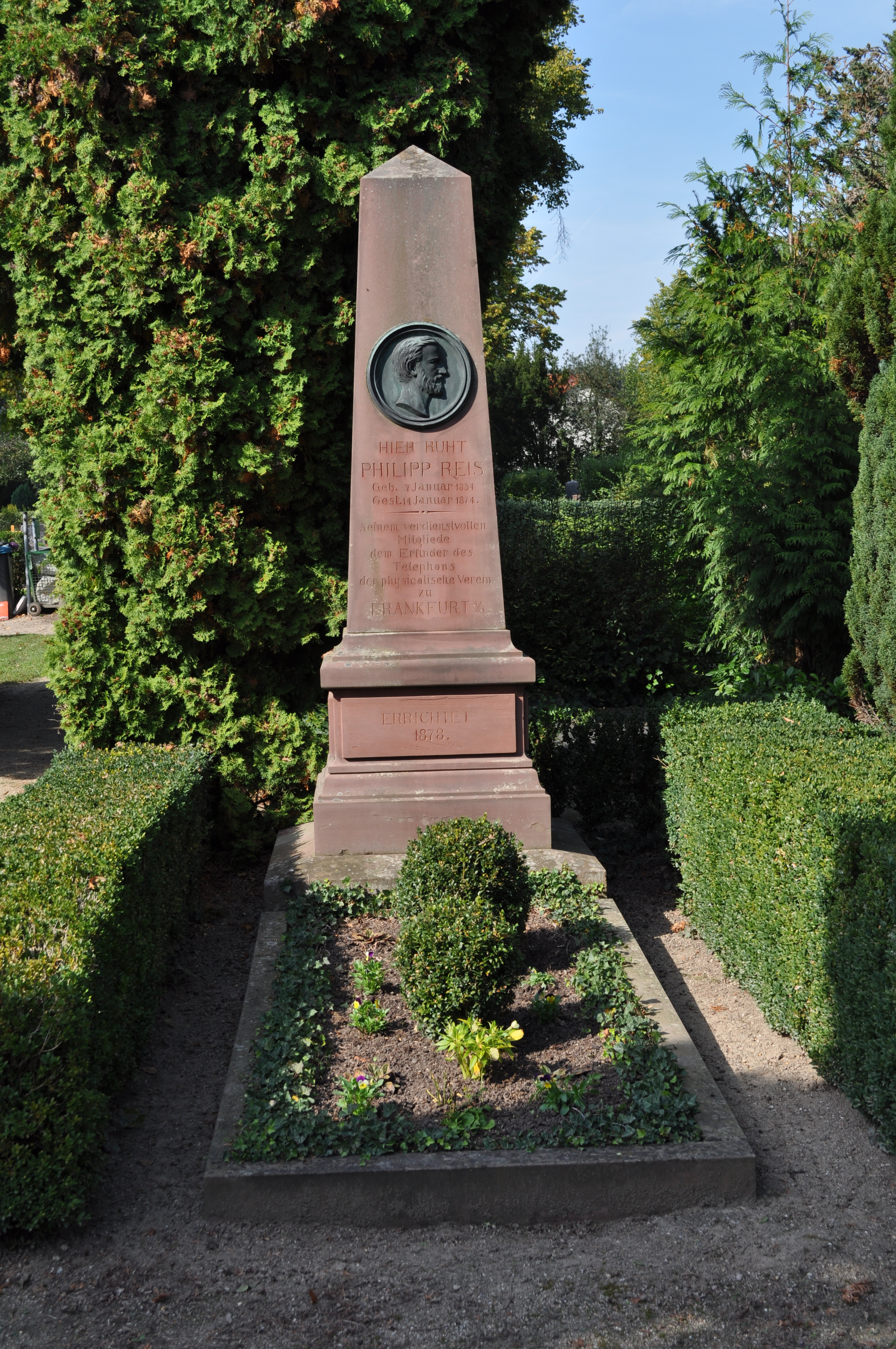
Grab von Philipp Reis auf dem Friedhof von Friedrichsdorf

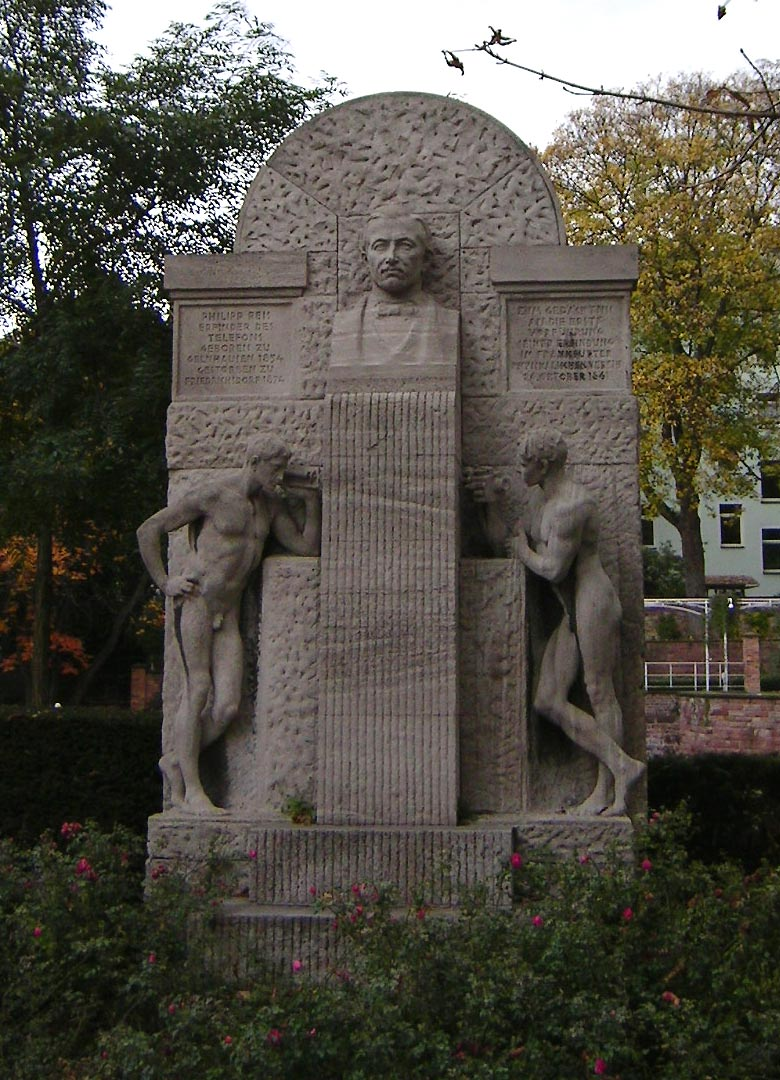
Denkmal in Frankfurt am Main

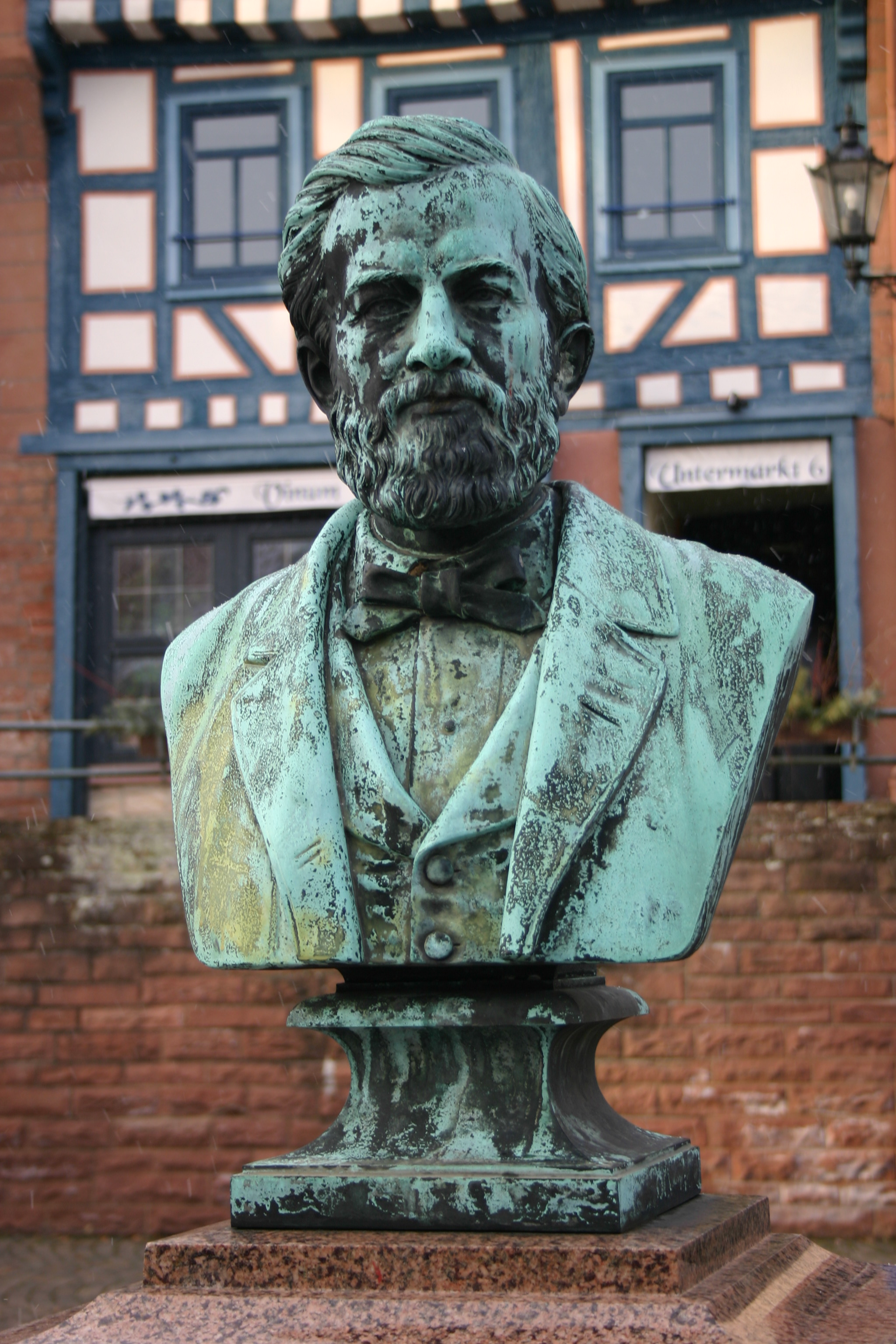
Denkmal in Gelnhausen

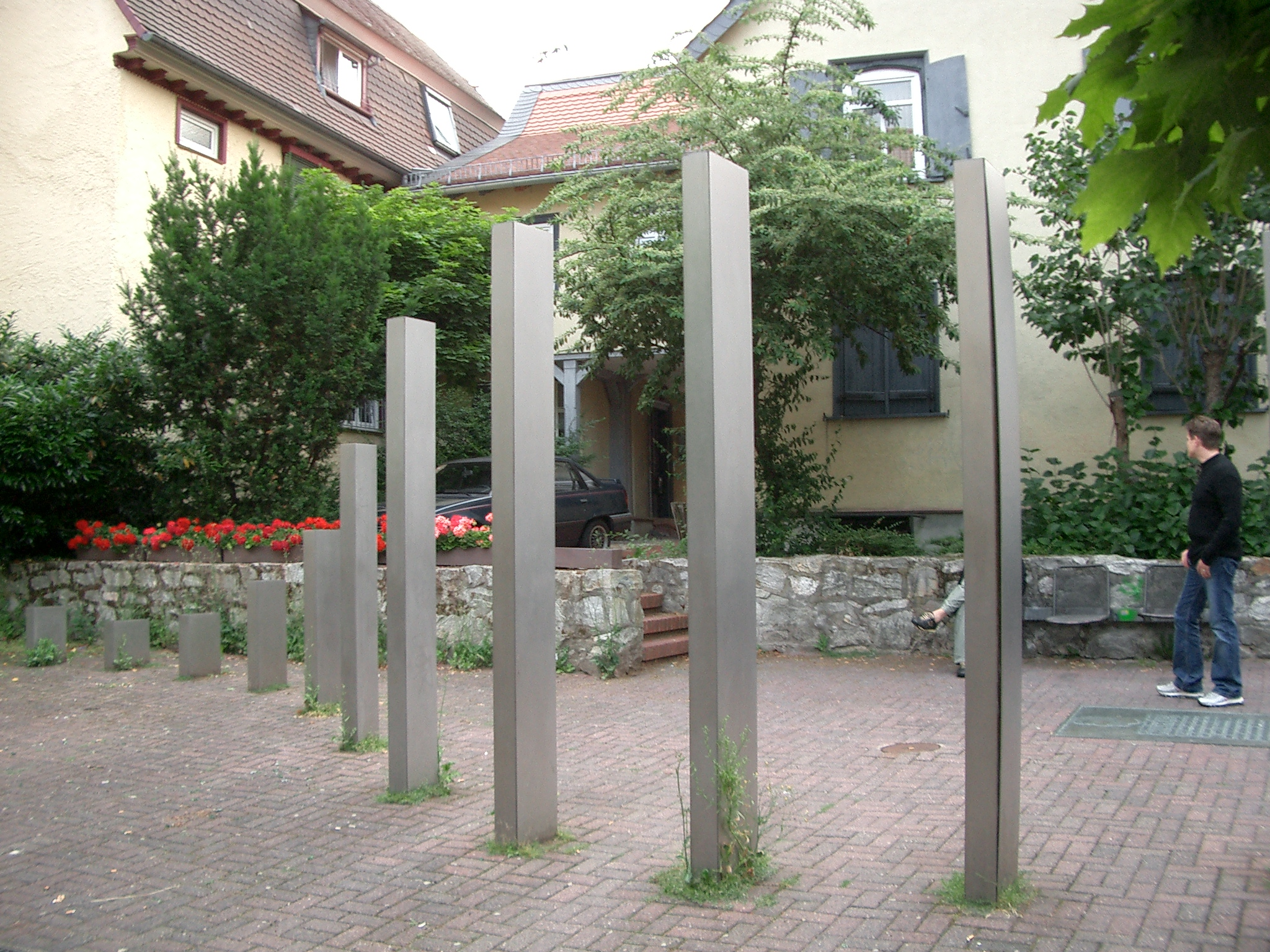
Denkmal in Friedrichsdorf

- Nature, die weltweit angesehenste Zeitschrift für Naturwissenschaften, beschrieb schon 1878 den Aufbau von verschiedenen Entwicklungsstadien der Reis’schen Erfindung.[29][30]
- 1883 erschien die erste große englischsprachige Biographie mit zahlreichen Details, Originaldokumenten und Übersetzungen unter dem Titel Philipp Reis: Inventor of the telephone. Der Verfasser, der britische Physiker Silvanus Phillips Thompson, war persönlich von Reis überzeugt und sah ihn als Erfinder des Telefons an. Seine Darstellung ist daher vielfach einseitig und widerlegt. Als Quelle kann man Thompson nur mit äußerster Vorsicht heranziehen.

### Denkmäler
- Nach der Einführung des Telefons errichteten die Mitglieder des Physikalischen Vereins zu Frankfurt 1878 einen Obelisk auf seinem Grab.
- Eine 1895 von Carl Rumpf geschaffene Porträtbüste befindet sich im Besitz des Physikalischen Vereins
- Das Philipp-Reis-Denkmal in Frankfurt am Main befindet sich in der Eschenheimer Anlage, es wurde 1919 errichtet.[31]
- Eine Büste des Erfinders steht seit 1920 am Untermarkt in seiner Geburtsstadt Gelnhausen.
- Das Denkmal in der Philipp-Reis-Passage in Friedrichsdorf besteht aus einer Reihe von Aluminiumstelen, die dreidimensional eine Sinuskurve darstellen und damit die Übertragung von Tönen durch das Telefon symbolisieren.

### Museen
- Das Philipp-Reis-Haus in der Hugenottenstraße 93 in Friedrichsdorf ist das ehemalige Wohnhaus des Erfinders. Es steht heute unter Denkmalschutz und dient als Museum. Bei regelmäßigen Veranstaltungen wird dort auch Kindern Reis’ Telefon nahegebracht.
- In der Abteilung für Fernmeldetechnik des Deutschen Museums in München findet sich eine Büste, die dem Denkmal in Gelnhausen sehr ähnlich ist. Ebenso ist das Telefon Nr. 50 von 1863 ausgestellt.
- Originalgeräte sind in der Schatzkammer des Museums für Kommunikation in Berlin und im Museums für Kommunikation in Frankfurt zu sehen.

### Namensgeber
- Der Bundespostminister stiftete 1952 die Philipp-Reis-Plakette.
- Der VDE, die Deutsche Telekom sowie die Städte Friedrichsdorf und Gelnhausen vergeben seit 1987 alle zwei Jahre den Johann-Philipp-Reis-Preis für besondere wissenschaftliche Leistungen im Bereich der Nachrichtentechnik.
- Die Philipp-Reis-Schule in Frankfurt-Bockenheim ging 1969 im Schulzentrum Bockenheim-Süd auf
- Philipp-Reis-Haus in Friedrichsdorf (siehe oben unter Museen)
- Philipp-Reis-Schule in Friedrichsdorf
- Philipp-Reis-Passage in Friedrichsdorf
- Johann-Philipp-Reis-Schule in Friedberg
- Philipp-Reis-Schule Gelnhausen[32]
- Philipp-Reis-Straßen in verschiedenen Orten, darunter in Frankfurt-Bockenheim. In der Philipp-Reis-Straße in Karlsruhe befindet sich ein Verwaltungsgebäude der Deutschen Telekom.

### Briefmarken und Gedenkmünze

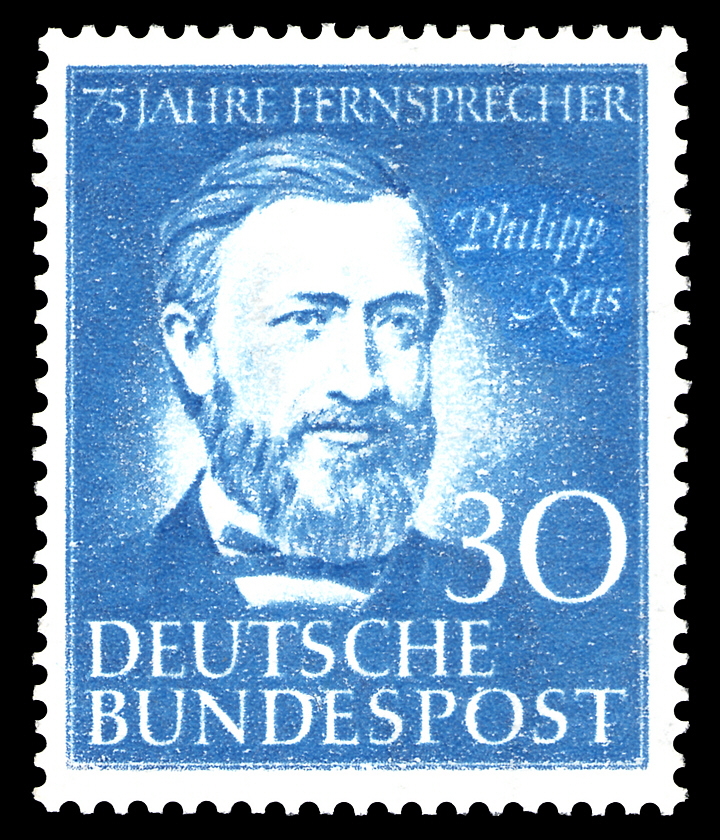
Briefmarke der Deutschen Bundespost von 1952: 75 Jahre Fernsprecher (in Deutschland)

### Sonstiges
Zu seinem 175. Geburtstag würdigte Google am 7. Januar 2009 Philipp Reis mit einem Doodle auf der Deutschen Suchseite.

## Bibliographie
- Philipp Reis: Über Telephonie durch galvanischen Strom, Wiederabdrücke aus den Jahresberichten des Physikalischen Vereins zu Frankfurt a. M. in Beiblätter zu den Annalen der Physik; Barth, Frankfurt a. M., 1897
- Philipp Reis: Mitteilung über das Telephon, Wiederabdrücke aus den Jahresberichten des Physikalischen Vereins zu Frankfurt a. M. in Beiblätter zu den Annalen der Physik; Barth, Frankfurt a. M., 1897